# Montes Caucasus

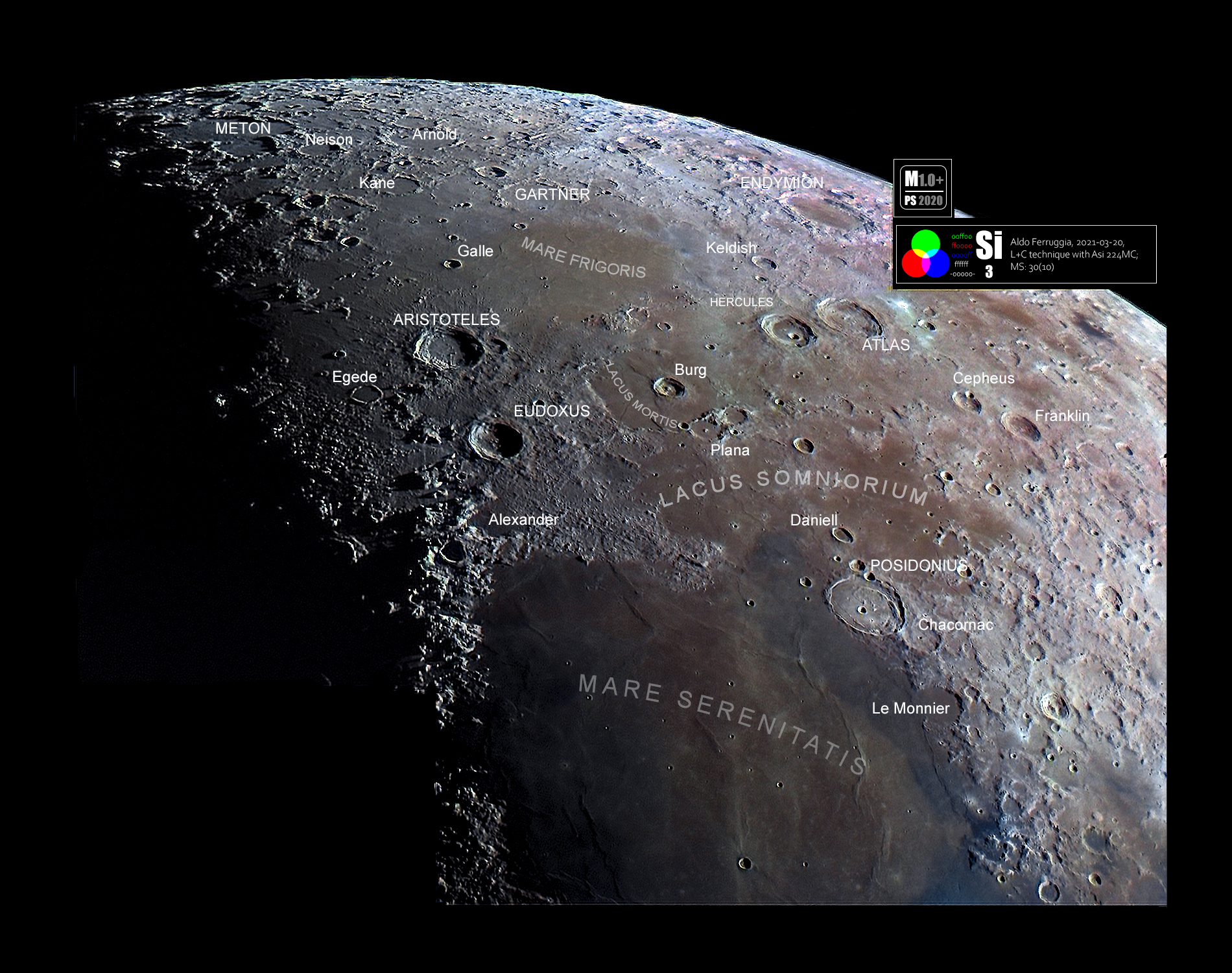
L'area di Montes Caucasus in mineral postprocessing

I Montes Caucasus sono una struttura geologica della superficie della Luna.